# Улица Аристида Бриана
Улица Аристи́да Бриа́на (латыш. Aristida Briāna iela) — улица в Центральном районе города Риги. Начинается от перекрёстка с улицей Кришьяня Валдемара, пролегает в северо-восточном направлении и заканчивается перекрёстком с улицами Миера и Таллинас. Названа в честь французского политического деятеля Аристида Бриана (1862—1932), чьи усилия в 1921 году сыграли важную роль в международном признании Латвии как государства.
Общая длина улицы составляет 656 метров. На всём протяжении имеет асфальтовое покрытие. По улице Аристида Бриана на всём её протяжении проходят троллейбусные маршруты № 5 (в обоих направлениях) и № 25 (в направлении из Ильгюциемса).

## История
Улица образовалась в районе снесённых ворот Блиекю (или Балинатаю) бывших палисадных укреплений; впервые упоминается в 1808 году под названием Bleichstraße (латыш. Blieķu iela). В 1885 году была присоединена к Николаевской улице (с 1923 — улица Кришьяня Валдемара). В 1933 году вновь стала самостоятельной улицей и была названа в честь Аристида Бриана, но название сохранилось ненадолго. В 1941 году переименована в улицу Анри Барбюса, а с 1942 по 1944 год носила имя Вильгельма Оствальда (нем. Wilhelm-Ostwald-Straße). В 1944 году было восстановлено название улица Анри Барбюса. В 1992 году на непродолжительное время улице вернули первоначальное название улица Блиекю, а с 1996 года она вновь носит имя Аристида Бриана.

## Примечательные здания

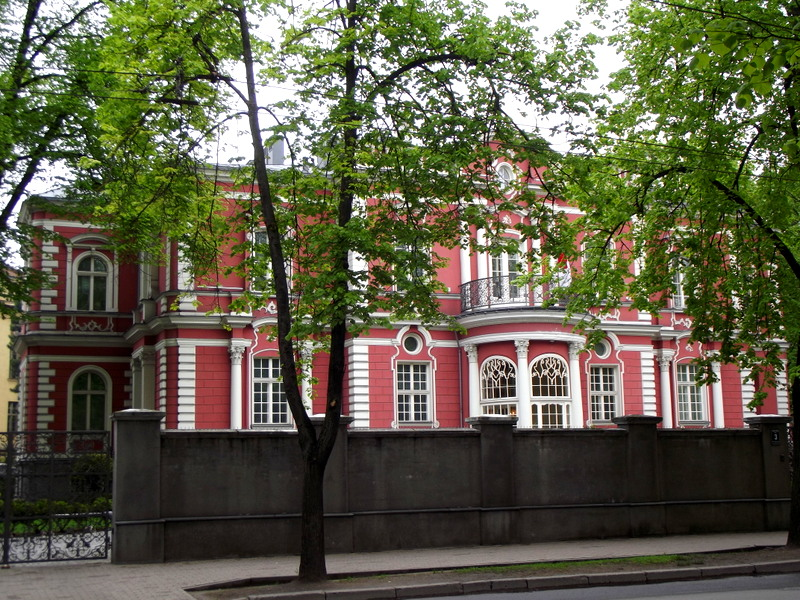
Дом № 3

- Дом № 1/48 на пересечении с улицей Кришьяня Валдемара (построен в 1936 г., ныне учебный корпус Рижского французского лицея) является охраняемым памятником архитектуры местного значения.
- Жилой дом № 3 (1876 г., перестроен в 1930 г.) — бывший дом табачного промышленника Майкапара, памятник архитектуры государственного значения.
- Жилой дом № 9 (1883 г.) — памятник архитектуры местного значения[6].
- Жилой дом № 11 (рубеж XVIII—XIX вв.), предполагавшийся к сносу, в середине 2000-х годов перенесён на Кипсалу и восстановлен на новом месте (ул. Оглю, дом № 8).

## Прилегающие улицы
Улица Аристида Бриана пересекается со следующими улицами:
- Улица Кришьяня Валдемара
- Улица Шарлотес
- Улица Аннас
- Улица Палидзибас
- Улица Миера
- Улица Таллинас